# Ghansore
Ghansore è una suddivisione dell'India, classificata come census town, di 6.130 abitanti, situata nel distretto di Seoni, nello stato federato del Madhya Pradesh. In base al numero di abitanti la città rientra nella classe V (da 5.000 a 9.999 persone).

## Geografia fisica
La città è situata a 22° 38' 60 N e 79° 57' 0 E e ha un'altitudine di 581 m s.l.m..

## Società

### Evoluzione demografica
Al censimento del 2001 la popolazione di Ghansore assommava a 6.130 persone, delle quali 3.233 maschi e 2.897 femmine. I bambini di età inferiore o uguale ai sei anni assommavano a 922, dei quali 488 maschi e 434 femmine. Infine, coloro che erano in grado di saper almeno leggere e scrivere erano 4.319, dei quali 2.457 maschi e 1.862 femmine.